# Bahius bilineatus
Bahius bilineatus — вид жаб родини Strabomantidae.

## Поширення
Ендемік штату Баїя на сході Бразилії. Вид поширений на висотах до 800 м в муніципалітетах Ільєус, Венсеслау-Гімарайнс, Жуссарі і Нілу-Песанья. Його природним середовищем існування є низинний вологий ліс, але він зустрічається і на плантаціях какао. Він переносить модифікацію середовища проживання, поки є дерева. Він був знайдений у підстилці листя та в бромеліях.